# Front de libération nationale de l'Ouganda
Le Front de libération nationale de l'Ouganda (en anglais : Uganda National Liberation Front ; UNLF) est un groupe politique formé par des exilés ougandais opposés au régime autoritaire d'Idi Amin Dada, actif entre 1979 et 1986. Il est appuyé par une branche militaire, l'Armée de libération nationale de l'Ouganda (en anglais : Uganda National Liberation Army ; UNLA). L'UNLA combat aux côtés des forces tanzaniennes lors de la guerre ougando-tanzanienne qui conduit au renversement du régime d'Idi Amin Dada. Le groupe gouverne l'Ouganda du renversement d'Amin Dada en avril 1979 jusqu'aux élections générales contestées de décembre 1980. Quant à elle, l'UNLA constitue les forces armées officielles de l'Ouganda entre 1979 et 1986.

## Création
L'UNLF est formé à l'issue d'une réunion d'exilés ougandais tenue du 24 au 26 mars 1979 à Moshi, au nord de la Tanzanie. Lors de la réunion, connue sous le nom de « Conférence de Moshi », un total de 28 groupes sont représentés. Les groupes les plus importants qui se sont unis pour former l'UNLA comprenaient le Kikosi Maalum dirigé par Milton Obote (avec Tito Okello et David Oyite Ojok comme commandants), le Front du salut national dirigé par Yoweri Museveni et le Mouvement Sauver l'Ouganda.
| Groupe                                                        | Dirigeant(s)                                | Base(s)                              |
| ------------------------------------------------------------- | ------------------------------------------- | ------------------------------------ |
| Faction d'Obote (Congrès du peuple ougandais, Kikosi Maalum), | Milton Obote                                | Tanzanie, Kenya, Zambie, Royaume-Uni |
| Front du salut national,                                      | Yoweri Museveni                             | Tanzanie                             |
| Mouvement Sauver l'Ouganda                                    | Akena p'Ojok, William Omaria, Ateker Ejalu, | Tanzanie, Ouganda                    |
| Groupe de libération de l'Ouganda (Z),                        | Emmanuel Oteng, Milton Obote (de facto)     | Zambie                               |
| Mouvement national ougandais                                  | John Barigye, prince héritier d'Ankole      | Zambie                               |
| Groupe ougandais des droits de l'homme                        | George Kanyeihamba                          | Royaume-Uni                          |
| Groupe d'action ougandais                                     | Paulo Muwanga                               | Royaume-Uni                          |
| Front populaire de libération de l'Ouganda                    | Jean Odongkara                              | États-Unis                           |
| Union ougandaise pour la liberté                              | Godfrey Binaisa (?)                         | États-Unis                           |
| Relief Education Training Uganda Refugees Now                 | Festo Kivengere                             | États-Unis                           |
| Unité nationale et réconciliation en Ouganda                  | Éric Otema Alimadi                          | Tanzanie                             |
| Société ougandaise                                            | Yusuf Lule, Martin Aliker                   | Kenya                                |
| Groupe de discussion sur l'Ouganda                            | Tarsis Kabwegyere (?)                       | Kenya                                |
| Organisation nationaliste ougandaise                          | Robert Sérumaga                             | Kenya                                |
| Mouvement de libération de l'Ouganda                          | Dani Wadada Nabudère (?)                    | Kenya                                |
| Comité consultatif de Nairobi                                 | Tarsis Kabwegyere, D.W. Nabudere            | Kenya                                |
| Comité de négociation pour l'unité démocratique               | Dani Wadada Nabudere (?)                    | Tanzanie                             |
| Groupe de discussion Moshi                                    | ?                                           | Tanzanie                             |
| Comité ad hoc pour la promotion de l'unité                    | Yash Tandon, Mahmoud Mamdani (?)            | Tanzanie                             |
| Groupe de discussion Muthaiga                                 | M. Aliker (?)                               | Kenya                                |

## Gouvernance
L'UNLF est dirigé par un conseil exécutif de 11 membres présidé à l'origine par Yusufu Lule, qui est secondé par Akena P'Ojok, agissant à ce moment comme vice-président du conseil. À ces deux personnes, en raison de leurs fonctions respectives, échoient les postes de président de l'Ouganda et de vice-président de l'Ouganda. L'UNLF était soutenu par un Conseil consultatif national (en anglais : National Consultative Council ; NCC) composé d'un membre pour chacun des 28 groupes représentés au sein du groupe. Son bras militaire, l'UNLA, combattant aux côtés des Forces de défense du peuple tanzanien (TPDF) dans la guerre ougando-tanzanienne et envahissant l'Ouganda, prend Kampala en avril 1979 et envoie Amin Dada en exil. Afin d'assurer la pérennité de ses activités, des membres de l'UNLF sont présents à travers le pays et dans les régions pour coordonner les activités du parti.

## Renversement d'Idi Amin Dada
À la suite du renversement d'Amin Dada le 11 avril 1979, un nouveau gouvernement de l'UNLF est formé sous la direction d'Yusufu Lule, l'UNLA devenant par le fait même la nouvelle armée nationale. La direction de l'UNLF est toutefois instable, avec des luttes intestines menant à l'éviction de Lule en juin 1979. Son remplaçant, Godfrey Binaisa, règne pendant moins de douze mois avant d'être assigné à résidence en mai 1980 à la suite d'un coup d'État fructueux mené par Paulo Muwanga. Une Commission présidentielle est subséquemment instaurée avec des élections prévues pour décembre 1980. Les exilés ayant formé l'UNLF n'étaient unis que par une chose : l'opposition à Amin Dada. Ils mettent donc de côté leurs différences politiques et l'UNLF ne conteste pas la tenue de ces élections.

### Prise de pouvoir par Yoweri Museveni
À la suite d'une victoire largement contestée du Congrès du peuple ougandais (UPC) dirigé par l'ancien président Milton Obote, de nombreux membres fondateurs de l'UNLF viennent à vouloir se battre contre l'UNLA désormais contrôlée par l'UPC. Dans un contexte de conflit tribal entre les peuples Acholi et Langi et de forte instabilité du gouvernement, le lieutenant-général de l'UNLA, Bazilio Olara Okello, et le général Tito Okello, tous deux d'ethnie Langi, mettent en œuvre un coup d'État le 27 juillet 1985 qui permet de chasser Obote, d'ethnie Acholi, du pouvoir. Le premier occupe la présidence de facto durant deux jours avant de transférer le pouvoir au général Okello. L'UNLA est finalement vaincue le 25 janvier 1986 par la guérilla de l'Armée de résistance nationale (NRA) dirigée par Yoweri Museveni, ancien membre du conseil exécutif de l'UNLF et ministre dans le gouvernement dirigé par l'UNLF.

### Ouvrages cités
- Tony Avirgan et Martha Honey, War in Uganda: The Legacy of Idi Amin, Dar es Salaam, Tanzania Publishing House, 1983 (ISBN 978-9976-1-0056-3)
- Tom Cooper et Adrien Fontanellaz, Wars and Insurgencies of Uganda 1971–1994, Solihull, Helion & Company Limited, 2015 (ISBN 978-1-910294-55-0)
- Frederick Golooba-Mutebi, « Collapse, War and Reconstruction in Uganda. An analytical narrative on state-making », Makerere University Crisis States Working Papers Series, no 2,‎ janvier 2008 (ISSN 1749-1800, lire en ligne)
- Balam Nyeko, « Exile Politics and Resistance to Dictatorship: The Ugandan Anti-Amin Organizations in Zambia, 1972-79 », African Affairs, vol. 96, no 382,‎ janvier 1997, p. 95–108 (DOI 10.1093/oxfordjournals.afraf.a007823)